# Jay Silvester
L. Jay Silvester (Tremonton, 27 agosto 1937) è un ex discobolo statunitense, ex primatista mondiale ed argento olimpico a Monaco di Baviera 1972.

## Biografia
Nel 1961 stabilì il record del mondo nella specialità divenendo il primo discobolo a lanciare oltre i 60 metri. Negli anni seguenti migliorò altre tre volte il record portandolo, nel 1968, a 68,40 metri.
Il suo record personale di 70,38 metri, ottenuto il 16 maggio del 1971 a Lancaster, lo portò ad essere il primo uomo oltre la barriera dei 70 metri, ma il risultato non venne mai ratificato come record del mondo per un possibile, ma non accertato, declivio del settore.
Partecipò a quattro edizioni dei Giochi olimpici ma salì una sola volta sul podio, quando giunse secondo a Monaco di Baviera 1972.

## Palmarès
| Anno | Manifestazione      | Sede              | Evento           | Risultato | Misura  | Note |
| ---- | ------------------- | ----------------- | ---------------- | --------- | ------- | ---- |
| 1964 | Giochi olimpici     | Tokyo             | Lancio del disco | 4º        | 59,09 m |      |
| 1968 | Giochi olimpici     | Città del Messico | Lancio del disco | 5º        | 61,78 m |      |
| 1972 | Giochi olimpici     | Monaco di Baviera | Lancio del disco | Argento   | 63,50 m |      |
| 1975 | Giochi panamericani | Città del Messico | Lancio del disco | Bronzo    | 59,82 m |      |
| 1976 | Giochi olimpici     | Montréal          | Lancio del disco | 8º        | 61,98 m |      |